# Géza Fejérváry (naturaliste)
Pour les articles homonymes, voir Géza Fejérváry.
Le baron Géza Gyula Fejérváry von Komlós-Keresztes est un naturaliste hongrois spécialisé dans les reptiles et les amphibiens, né le 25 juin 1894 à Budapest et mort le 2 juin 1932.

## Biographie
Originaire de la famille Fejérváry, il étudie dans des écoles privées de Suisse, de Vienne et de Budapest. Enfant précoce et brillant, il publie sa première note scientifique à quinze ans. En 1913, il devient assistant bénévole auprès de Lajos Méhelÿ (1862-1946?), qui a alors la charge des amphibiens et des reptiles au sein du département de zoologie du Muséum national hongrois. Il poursuit en parallèle ses études de zoologie et de médecine. Après que Méhelÿ soit devenu professeur à l’université de Budapest, Fejérváry le remplace comme conservateur en herpétologie. Toujours sous la direction de Méhelÿ, il obtient son doctorat en 1917. Il travaille dans ce muséum jusqu’en 1930, date où il devient professeur dans l’université de Pécs. Il meurt des suites d’une intervention chirurgicale à 28 ans. C’est sa femme, A.M. Fejérváry-Láng, détentrice d’un doctorat de paléontologie (1919), qui le remplace au muséum et qui poursuit ses recherches sur l’ostéologie des grenouilles.